# HD 200661
HD 200661，又名BD+02 4297，SAO 126519、HR 8067，是一颗恒星，视星等为6.42，位于銀經52.45，銀緯-27.69，其B1900.0坐标为赤經20h 59m 38.7s，赤緯+2° -27.69′ 40″。